# Latipleurosis benguelensis
Latipleurosis benguelensis là một loài bọ cánh cứng trong họ Tenebrionidae. Loài này được Deyrolle miêu tả khoa học đầu tiên năm 1867.